# Hans Albrecht (Ingenieurwissenschaftler)
Hans Albrecht (* 24. März 1938 in Schramberg, Landkreis Rottweil) ist ein deutscher Ingenieurwissenschaftler und Hochschullehrer, der am Institut für Physikalische Elektronik (IPE) der Universität Stuttgart (seit 2011 Institut für Photovoltaik), bei der Daimler-Benz AG (heute Mercedes-Benz Group) und dem Zentrum für Sonnenenergie- und Wasserstoff-Forschung Baden-Württemberg (ZSW) wirkte. Er ist bekannt als Pionier für erneuerbare Energien, vorwiegend in den Bereichen Antriebe, Motoren und Kraftstoffe.

## Leben und Wirken

### Beruflicher Werdegang
Im Jahr 1940 zog Familie Albrecht nach Hecklingen (heute Salzlandkreis) in Sachsen-Anhalt. Dort wuchs Hans Albrecht auf und besuchte von 1952 bis 1956 die Oberschule in Staßfurt, die er mit der Reifeprüfung abschloss. Nach seinem Wechsel von der DDR in die Bundesrepublik kam Albrecht nach Waiblingen (heute Rems-Murr-Kreis) und absolvierte vom Herbst 1956 bis zum Frühjahr 1957 in Stuttgart einen Vorbereitungskurs mit Ergänzungsprüfung zur Anerkennung seines Abiturs in der Bundesrepublik. Nach einem Industriepraktikum studierte er von 1957 bis 1962 Elektrotechnik an der Technischen Hochschule Stuttgart (seit 1967 Universität Stuttgart) mit dem Abschluss als Diplom-Ingenieur. Anschließend betätigte er sich zwei Jahre lang als wissenschaftlicher Mitarbeiter im Institut für Spektroskopie und Molekularstrahltechnik der Deutschen Versuchsanstalt für Luftfahrt (DVL) in Stuttgart-Vaihingen, eine Vorgängerorganisation des Deutschen Zentrums für Luft- und Raumfahrt (DLR). Ab 1964 wurde er wissenschaftlicher Mitarbeiter in der Arbeitsgruppe von Werner H. Bloss und ab 1967 wissenschaftlicher Assistent des Direktors Werner Kluge im damaligen Institut für Gasentladungstechnik und Photoelektronik an der Universität Stuttgart. Dort arbeitete er vorwiegend auf dem Gebiet der Thermionik. 1970 promovierte er zum Dr.-Ing. über das Thema „Zur Oberflächenelektronik von Al/Al2O3-Kollektoren thermionischer Energiewandler“.

### Forschungsarbeit am IPE
Danach wollte Albrecht eigentlich sofort in die Industrie wechseln. Doch sein Freund und Förderer Werner H. Bloss, der inzwischen aus den USA zurückgekehrt war und die Leitung des Instituts übernommen hatte, überzeugte ihn, am neu benannten Institut für Physikalische Elektronik (IPE) zu bleiben, ihm eine Neuorientierung zu geben und neben der Solarforschung auch Forschung zu emissionsärmeren, sparsameren Motoren zu betreiben. Ein wegweisendes Schlüsselerlebnis dazu hatte Albrecht 1967 anlässlich eines Vortrages am California Institute of Technology (Caltech) Pasadena (Kalifornien), als er im nahen Los Angeles die Luftbelastung durch Smog kennenlernte. So konzentrierte sich Albrechts Forschungsarbeit vor allem auf die Funkenentladung der Zündkerze und den Entflammungsprozess des Kraftstoff-Luft-Gemischs, beides Vorgänge, die noch nicht in allen Einzelheiten verstanden waren.
Im Jahr 1971 wurde Albrecht Abteilungsleiter am IPE. 1975 habilitierte er sich mit dem Thema „Entladungsstrahlungsquellen - Physik und Elektronik“ mit Lehrberechtigung an der Fakultät Elektrotechnik.

### Forschungsarbeit in der Industrie
1977 wechselte Albrecht mit seinen neuen Erkenntnissen über Verbrennungsvorgänge im Motor zur Daimler-Benz AG in Stuttgart-Untertürkheim, wo er eine neue Forschungsabteilung aufbauen konnte. Unter dem Eindruck der Ölpreiskrise von 1972 waren alternative Antriebe und Kraftstoffe wie Elektrofahrzeuge und die Nutzung von Wasserstoff ein wichtiger Schwerpunkt. 1987 wurde er Abteilungsdirektor der Daimlerforschung in den Bereichen Umweltaspekte, Batterien, Wasserstoff und Biogase.
Nach mehrjährigen Leitungsaufgaben am Zentrum für Sonnenenergie- und Wasserstoff-Forschung (ZSW) von 1992 bis 1999 arbeitete er weiter für die Daimler-Benz AG (Forschungsallianz Brennstoffzellen).

### Verbindung von Grundlagenforschung und Industrie
Albrechts besonderes Streben galt der Stärkung der Grundlagenforschung und ihrer verbesserten Anknüpfung an industrielle Umsetzung. Die Verbindung zum IPE und zur Universität Stuttgart hielt Albrecht über eine seit 1980 ausgeübte außerplanmäßige Professur an der Fakultät Elektrotechnik.
Als Industrievertreter saß er im Kuratorium von INSOLAR, der „Institutsgemeinschaft zur Nutzung solarer Energie“, einem ersten bundesweiten Forschungsverbund für erneuerbare Energien. Industriefirmen, Elektrizitätswirtschaft und Forschungsinstitute, wie das Fraunhofer-Institut für Solare Energiesysteme (ISE), der Bundesverband Solarenergie, die Universitäten Stuttgart und München arbeiteten dort zusammen.
In Zusammenarbeit mit der Universität Hohenheim optimierte Albrecht Motoren für den Betrieb mit schwefelhaltigen Biogasen.
An der Universität Ulm initiierte er einen Forschungsschwerpunkt „Elektrochemische Speicher“. Daraus entwickelte sich in den vergangenen Jahrzehnten ein weltweit beachtetes Kompetenzzentrum für Batterieforschung und Brennstoffzellentechnologie(seit 2011 Helmholtz-Institut Ulm für Elektrochemische Energiespeicherung HIU).
Als Leiter der Energiefachkommission und Mitglied im Lenkungsausschuss zum Ausbau der Universität Ulm wurde Albrecht Vorsitzender des Industriestifterkreises des späteren Zentrums für Sonnenenergie- und Wasserstoff-Forschung (ZSW). Er war beauftragt, in Abstimmung mit der Industrie und den Universitäten Stuttgart und Ulm einen Entwurf für die Gründung eines anwendungsorientierten Solarforschungsinstituts zu erarbeiten. Ursprünglich stammte die Idee von Ministerpräsident Lothar Späth, dem ein Science Park in Baden-Württemberg nach amerikanischem Vorbild vorschwebte. Das 1988 gegründete ZSW erhielt drei Geschäftsbereiche: Photovoltaik (Leitung: Werner H. Bloss, IPE, Universität Stuttgart), Solarthermie (Leitung: Carl-Jochen Winter, Deutsche Forschungsanstalt für Luft- und Raumfahrt, heute DLR) und Elektrochemische Energie (Leitung: Wolfgang Witschel, Universität Ulm).
1991 ließ sich Albrecht bei Daimler mehrere Jahre freistellen, da er am ZSW für die Position des ersten hauptamtlichen geschäftsführenden Vorstandsmitgliedes berufen wurde. Unter seiner Leitung wurden ab 1992 die Forschungsschwerpunkte des ZSW-Institutes ausgebaut, mit einem industrieähnlichen Management versehen und verstärkt auf die Zusammenarbeit mit der Industrie ausgerichtet.
Nach seinem Ausscheiden aus dem Vorstand 1999, sein Nachfolger wurde Thomas Schott, blieb Albrecht dem ZSW als Vorsitzender des Kuratoriums bis zu seiner Verabschiedung im Jahr 2012 verbunden. In diesem Rahmen wurde ihm die Wirtschaftsmedaille des Landes Baden-Württemberg verliehen.
Hans Albrecht lebt mit seiner Familie in Waiblingen.

### Ehrungen
- 2000: Bundesverdienstkreuz am Bande für seine Verdienste um Forschung und Technologietransfer[5]
- 2006: Ehrenmedaille der Universität Ulm[7]
- 2012: Wirtschaftsmedaille des Landes Baden-Württemberg für seine Pionierleistungen auf dem Feld der erneuerbaren Energien und der Transferierung von Ergebnissen aus der Forschung in die Industrie und den Mittelstand[8]

## Schriften (Auswahl)
Quellen:
- mit Werner H. Bloss und E. Wagner: Berechnung und Messung der Entladungscharakteristik einer positiven Korona. ETZ-A (Zeitschrift für Elektrotechnik und Automation), Bd. 94, Heft 10, 1973, S. 599–603.
- mit R. Maly, B. Saggau, E. Wagner, W. Herden: Entladungsvorgänge in Zündkerzen. BMFT-Bericht NTÖ, 48 Nr. IB3-7291-NTÖ – 5/75, 1976.
- mit A. Schiff: Spektroskopische Messung der radialen Temperaturverteilung in Hg-Hochdrucklampen mit Metallhalogenidzusätzen. Zeitschrift für Naturforschung, 31a, 1976.
- Grundlagen der Strahlenerzeugung und Messung. In: Optische Strahlungsquellen. Kontakt und Studium, Band 15, Lexika Verlag 1977, ISBN 978-3-88146112-2, S. 15–46.
- Hans Albrecht: Zentrum für Sonnenenergie und Wasserstoff-Forschung (ZSW). In: Franz Effenberger: Lothar Späths Forschungsförderung und Technologiepolitik am Beispiel der Universität Stuttgart. Verlag Regionalkultur, 2020. ISBN 978-3-95505-200-3, S. 132–140.